# Балдессари, Джон
Джон Балдессари (англ. John Baldessari; 17 июня 1931, Нашенал-Сити, Калифорния — 2 января 2020) — американский концептуальный художник, куратор, один из наиболее влиятельных художников своего поколения, пионер концептуального искусства. Прославился в конце 1960-х годов, сочетая присущее поп-арту использование образов из средств массовой информации, со свойственным концептуальному искусству использованием языка.

## Образование
- 1949—1953 B.A., San Diego State College. San Diego
- 1954—1955 Университет Калифорнии, Беркли
- 1955 Университет Калифорнии, Лос-Анджелес
- 1955—1957 M.A., San Diego State College. San Diego
- 1957—1959 Otis Art Institute, Лос-Анджелес
- Chouinard Art Institute, Лос-Анджелес

## Преподавание
- 1996—2007 Университет Калифорнии, Лос-Анджелес, профессор искусства
- 1970—1988 California Institute of the Arts, Валенсия, профессор искусства
- 1967—1970 Университет Калифорнии, San Diego, профессор искусства

## Творчество
На ранних этапах карьеры Балдессари комбинировал изображения и текст в своих работах, как, например, в «Semi-close-up of Girl by Geranium…» (1966—1968). Он использовал изображения из рекламы и кино, редактировал и обрезал их в соответствии с написанным текстом. Результат представлял собой многослойные, часто ироничные композиции, несущие неоднозначный смысл. Его работы характеризуются использованием каламбуров и включением образов из массовой культуры.
В 1970 году Балдессари и пятеро его друзей сожгли все картины, созданные им с 1953 по 1966 годы, и назвали получившееся произведение «Проект “Кремация”». Из пепла этих картин было приготовлено печенье, а затем помещено в урну, а конечная инсталляция состояла из бронзовой памятной таблички с датами «рождения» и «смерти» уничтоженных картин и рецепта приготовления печенья. Посредством ритуала кремации Балдессари подчёркивает связь между художественной практикой и циклом человеческой жизни.
В 1980-х годах Балдессари начал использовать изображения без текста. При помощи коллажей из фотографий, которые уже не сопровождались текстом, художник продемонстрировал, что изображения сами по себе могут быть такими же нарративными, как его более ранние текстово-изобразительные работы.
В середине 1980-х Балдессари стал использовать цветную клейкую плёнку, размещая её поверх фотографий. Закрывая лицо (а позже и части тела) на изображениях, Балдессари стирал индивидуальность и трансформировал личность в объект.
На протяжении своей долгой карьеры Балдессари не прекращал играть с образами массовой культуры и критически переосмысливать их. Отличался от других концептуальных художников юмором и приверженностью к изобразительности.

## Признание
- 1996 — премия Оскара Кокошки.
- 2009 — Золотой лев Венецианской биеннале за вклад в искусство.
- 2014 — Национальная медаль США в области искусств.